# 墓場鬼太郎の登場人物
墓場鬼太郎の登場人物（はかばきたろうのとうじょうじんぶつ）は水木しげるによる漫画作品およびそれを原作とするアニメ作品『墓場鬼太郎』に登場する主なキャラクターの一覧。『ゲゲゲの鬼太郎』に登場した人間・妖怪などについてはゲゲゲの鬼太郎の登場キャラクターを参照。

## 主要キャラクター
鬼太郎
声 - 野沢雅子
本作の主人公。この世でただひとりの幽霊族の末裔である隻眼の少年。
周囲からは「墓場（の）鬼太郎」と呼ばれている。育ての親の水木を金づる扱いしている。

目玉親父
声 - 田の中勇
死んだ鬼太郎の父親の目玉に小さな体が生えたもの。

ねずみ男
声 - 大塚周夫
『下宿屋』（アニメ版第2話）から登場。
黄色い衣に身を包んだ、ねずみのような顔の男。
（このアニメでは）おばけ大学の不潔学科を卒業してなまけ学を研究して博士号を取得したと自称している。

寝子
声 - 中川翔子（特別出演）
『吸血木と猫娘』、『地獄の散歩道』（アニメ版第3〜5話）に登場。
鬼太郎の初恋の相手の少女で、小学校でのクラスメイト。
鬼太郎達が間借りしていた「ねこや」という下宿屋（天保時代から寝子の祖父の代まで三味線職人だった）の家主の娘だった。性格は清楚で控え目である。
魚やねずみ（ねずみ男を含む）に反応して猫化してしまい、このためねずみ男には嫌われている。鬼太郎が水木のツテで知り合ったトランク永井に引き合わせ、その美声からキャット寝子としてデビューするが、ニセ鬼太郎の策によりステージ上で猫化してしまう。絶望していた際に、鬼太郎のふりをしたニセ鬼太郎に心中を持ちかけられ、ニセ鬼太郎に引っ張られて橋から落ち溺死、地獄の住人となる。目玉親父が霊毛ちゃんちゃんこの力での復活を提案するが、「地上に戻ってもいじめられるし、もう恥ずかしい思いをするのは嫌」とこれを拒否する。また、名声のために自分を地獄に落としたニセ鬼太郎を許し、地上へ戻る権利を譲る。
アニメでは歌手になるのが夢で、大空つばめやトランプ重井のファンである。ニセ鬼太郎を地上へ帰らせた後、戻るよう説得しにやって来た鬼太郎の声を聞いた際には、彼への想いから涙を流すが、頑として鬼太郎には会わず、地獄の住人となった。
『別冊少年マガジン』1969年お正月お楽しみ特大号に掲載された「ねこ屋のきょうだい」では死ぬことはなく、鬼太郎の手引きで妖怪病院に入院し、猫化の苦しみから解放された。
猫化は一種の憑き物であり、後に鬼太郎のガールフレンドとなる猫娘のような「半妖怪」ではなく本来は純粋な人間である。
アニメ第6作の24話では、猫娘がスマホを使ってネット上の情報を集める際に寝子の名前をハンドルネームとしている。

水木（みずき）
声 - 大川透
物語前半期（兎月書房『幽霊一家』〜『あう時はいつも死人』、三洋社『吸血木と猫娘』〜『水神様が町へやってきた』、佐藤プロ『おかしな奴』、アニメ版第1〜6話）に登場した血液銀行員（アニメ版では会社員）。
血液銀行頭取である禿山からの調査依頼を受けたせいで、幽霊族の夫婦と出会う。その後、彼らの息子の鬼太郎を育てることになる。
妖怪の知識などほとんどない彼は墓場から這い出てきた鬼太郎を化け物と思い、恐怖にかられて投げてしまう。転がった鬼太郎は墓石の角に左目をぶつけて隻眼になってしまう（墓場鬼太郎の角川文庫版の第5巻を参照。アニメ版でも水木のせいで鬼太郎が隻眼になった説を採用している）。
母を説得して長い間鬼太郎の面倒を見てきたが、鬼太郎の不審な行動を探っている内に、彼が隠し持っていた「地獄行きの切符」を手に入れ、生きたまま地獄に落ちてしまう。しかも片道の切符だったために地上に戻れなくなる。
後日、社長を地獄に案内してきた鬼太郎と再会する。その際、一緒にいた目玉親父に息子を育ててくれたお礼にと地上に戻される。
地獄から戻った後も鬼太郎達と暮らすが、鬼太郎に復讐をしに来た水神の襲来で行方不明となる。アニメでは水神に直接襲われて鬼太郎に救いを求めるも、あっさり見捨てられて溶かされる。その最期は全身が泡で包まれており、他の被害者のように直接的な溶解描写ではないことで、辛うじて生死不明な形に終わっている。佐藤プロ版の「おかしな奴」は、水木自身が血液銀行の調査員であった頃からの物語を回顧するという体裁になっている事で、実は生存していたらしき事を示唆している。アニメ第6作では、目玉親父の回想シーンで赤ん坊の鬼太郎を育てた水木の事が語られており、少なくとも目玉親父は水木への恩義を忘れていない。なお、アニメ第6作の世界観における水木は映画『鬼太郎誕生 ゲゲゲの謎』にて主人公として登場している。ゲゲゲの鬼太郎の登場キャラクター#人間も参照。
物の怪
声 - 塩屋浩三
『地獄の散歩道』、『水神様が町へやってきた』（アニメ版第3、6話）に登場。
科学の発達により、人間を脅かすことができなくなり貧乏生活をしている、小男の姿をした物の怪。
ねずみ男が吸血木を植えるために買い取ったボロ家に住んでいて、彼と共に吸血木を育てる。
借金取りに雇われた鬼太郎が取り立てに来るが、水神の居場所に案内することで見逃してもらう。
『月刊ガロ』掲載『鬼太郎夜話』にも登場。また、『ゲゲゲの鬼太郎』に登場する小豆洗いや、あまめはぎとも外見が似ている。
トランク永井（- ながい）（アニメ版ではトランプ重井〈- おもい〉）
声 - ピエール瀧（特別出演）
『吸血木と猫娘』、『地獄の散歩道』（アニメ版第3、4話）に登場。
流行歌のトップ歌手。モデルはフランク永井。
終電でねずみ男を蔑んだために、彼に吸血木の芽を植えつけられる。吸血木によって血液を吸い取られ、ついにはステージ上で変わり果てた姿になり、喫茶店「ザ・パンティ」の植木として飾られていたが（アニメ版では省略され、舞台上から直接ねずみ男に運び去られた）、その後ねずみ男によって戦場跡地に埋められ、最終的には成長した吸血木の果実から鬼太郎達によって助け出される。脱出後は子供の様な体形になっている。
『月刊ガロ』掲載『鬼太郎夜話』では三島由美夫（みしま　ゆみお）が該当する。こちらの名前と外見のモデルは三島由紀夫。三島由美夫についてはゲゲゲの鬼太郎の登場キャラクター#人間を参照。
ニセ鬼太郎
声 - 伊倉一恵
『吸血鬼と猫娘』〜『顔の中の敵』（アニメ版第4〜7話）に登場。
黄色と黒の市松模様のちゃんちゃんこを着た鬼太郎に瓜二つの少年。鬼太郎とは違い隻眼ではなく、また幽霊や妖怪でもないただの人間。日本人で国籍もあると自称するが、本名は不明。
自分にそっくりな鬼太郎のことが嫌いで、抹殺するためにねずみ男と手を組んでいた。
有名人になるために霊毛ちゃんちゃんこを必要とし、コンサートで寝子を猫化させ、その混乱に紛れて鬼太郎の霊毛ちゃんちゃんこと自らのちゃんちゃんこをすり替える。その後、テレビ出演した際に地獄の砂を持ってくると公言してしまったため、霊毛ちゃんちゃんこの力と寝子の死を利用して地獄行きを試みる。しかし死に際の苦しさから寝子の手を放してしまったため、一人で地獄をさまよう羽目になり、にっちもさっちもいかない状況に陥ってしまう。
その後、霊毛ちゃんちゃんこを取り戻しにきた目玉親父に連れられて魂だけになった寝子と再会し、彼女の優しさに心打たれ改心する。
霊毛ちゃんちゃんこの力と目玉親父の案内で復活した後は、改心の印に頭を丸め鬼太郎達と共にしばらく暮らしていた（ただし、鬼太郎とは仲が悪い）が、水神に襲われて溶かされ、あっけない最期を迎えた。
「ねこ屋のきょうだい」では正体は寝子の兄であり（こちらでも本名は言及されていない）、妹の猫化を治す方法を探す為に家出していた。その手掛かりとしてちゃんちゃんこを奪おうとしたが、彼女を治療して貰ったことで鬼太郎と和解し、ねこ屋へ帰って寝子たちとの平和な暮らしに戻れた。その他雑誌掲載版の詳細についてはゲゲゲの鬼太郎の登場キャラクター#鬼太郎と敵対した人間を参照。
ビート族の男
『地獄の散歩道』に登場（アニメ版ではエキストラ的に出たのみ）。
スリを働き、その金で遊び暮らす男。
鬼太郎が寝子を失った悲しみを忘れるために人生の楽しみ方を模索していた際、彼の前で贅沢をして見せ、「タダでスリルと刺激を楽しむ方法」を伝授する。だがそれは駅ホームでの突き落としや通行人を脅かす行為をさせるもので、鬼太郎が失敗して相手に取り押さえられている間に男は相手や周囲からスっていた。鬼太郎には「タダでスリルと刺激を楽しませてやった」と言う理由で一銭も分け前を（2度目は事前に約束したにもかかわらず）与えなかった。
そこで鬼太郎は彼にもスリルと刺激を満喫させようと言って、深大寺の妖怪すき焼きパーティーに誘う。初めは仮装パーティかと余裕を見せようとしたが、次第に妖怪達の迫力に堪えかね、踊りの相手を迫られて鬼太郎に代わって貰おうと100万円の貯金通帳を渡す。翌朝気がつくと周囲は何もなかったかの様な荒野だったが、懐の通帳は失せていた。
なお、鬼太郎がせしめた通帳はその直後ねずみ男に奪われ、吸血木（と化したトランク永井）とそれを植える地所の購入資金に当てられる（アニメ版では地獄に送られた社長の車に積まれていた金がここに当てられる）。
月刊ガロ掲載『鬼太郎夜話』では、呼称「ナンダカ族」でサングラスをかけている。そちらの詳細についてはゲゲゲの鬼太郎の登場キャラクター#鬼太郎と敵対した人間を参照。
人狼（ひとおおかみ）
声 - 宝亀克寿
『顔の中の敵』（アニメ版第7話）に登場。
イギリスからはるばると日本へやってきた妖怪。英国の大学を卒業しており、教養やコネクションがある。
普段は紳士のような姿をしているが、満月の夜になると凶暴な狼の姿に変身し、ガマ令嬢にも見境なく襲いかかってしまう。
水神を殺す代わりに鬼太郎にガマ令嬢との仲立ちをさせようとした（しかし、鬼太郎はねずみ男からも、目玉親父を人質にして同じ要求をされていた）。
結局、鬼太郎は両者を裏切りガマ令嬢を逃がした。これに激怒した2人は手を組み鬼太郎を殺そうとするが、目玉親父の奇策により失敗し、鬼太郎の幻術「霊電」（幽霊電車）にかかり、最後は石に頭を強打し死亡してしまう。
月刊ガロ掲載『鬼太郎夜話』では、鬼太郎の術・夢じらせによって幻覚に陥った挙句、鬼太郎の髪の毛により絞殺されるという最期を迎えた。『ゲゲゲの鬼太郎』には西洋妖怪軍団の一角として同族の狼男が多数登場する。
ガマ令嬢
声 - 川浪葉子
『顔の中の敵』（アニメ版第7話）に登場。
口にチャックがある以外は普通の人間の姿をしている女性。
その口のチャックやガマの様な顔つきから鬼太郎たちは気色悪く思うが、ねずみ男や人狼からは惚れられてしまう。
彼らと同じアパートに住んでいたが鬼太郎の助言を受けて引っ越す。

## ゲストキャラクター

### 兎月書房版登場のキャラクター

#### 『幽霊一家』〜『あう時はいつも死人』登場分
鬼太郎の父〔生前の本体〕
声 - 郷里大輔
『幽霊一家』（アニメ版第1話）に登場。
幽霊族の男性。山奥で暮らしていたが、病気にかかってしまい妻と共に水木の家の隣の古寺に引っ越してきた。ミイラ男のように全身を包帯で覆っていて、顔は腐ったように見えるが、かなりの大柄（推定2m）で水木を簡単に抱きかかえられるほどの力もある。
古寺に水木が訪れた際、息子が生まれるまでは見逃してほしいと頼む。
その数ヶ月後に死亡してしまうが、放置された遺体（ドロドロに溶け崩れていたので水木は手を付けられなかった）から左目が抜け落ちて目玉親父となる。
アニメ第6作で、病気で全身を包帯で覆う前の元気だった頃の姿がオリジナル展開にて描かれた。

鬼太郎の母
声 - 鈴木れい子
『幽霊一家』（アニメ版第1話）に登場。
幽霊族の女性。夫と同じく病気にかかってしまう。治療費を求めて血液銀行に自分の血を売ったことが、本編開始のきっかけとなる。
出産を目前にして夫共々死亡してしまう。哀れに思った水木は妻のみを埋葬するが、墓地から生まれるはずだった男の子（＝鬼太郎）が這い出て来た。
貸本では名前が出ないが、後に描かれた「鬼太郎地獄編」最終回「最後の出会い」では夫（目玉おやじ）から「岩子（いわこ）」と呼ばれている（但し、そちらでは人間でお岩の親類と言う設定。アニメ化作品である第3作最終回では名は呼ばれない）。この名は実写劇場版「千年呪い歌」でも採用。
アニメ版では、夫の病気を治すために病院に行った際、あまりにも苦しむ入院患者の一人を見捨てることができず、少しだけ幽霊族としての力を分け与えて苦しみを消してやるという優しいところもある。だがこれが原因で患者が幽霊化することになってしまった。この事件が社長の知ることになり、彼の依頼で水木は調査のために彼ら夫婦と関わることになる。
「鬼太郎」本編では鬼太郎が母を求めて地獄を旅するというエピソードがあり、岩子は地獄に落とされていたという設定になっていて地獄テレビで鬼太郎をいつも見守っていたという。ここでも岩子と鬼太郎は無事に再会を果たしているが、体は死人扱いとされていて、夜行さんから逃れるため、鬼太郎一行を逃がし、地獄の出口・現世の入口まで案内するはずが、うっかり現世に出てしまい、灰化する最後を遂げている。

禿山（はげやま）（アニメ版では名前未出、エンディングクレジットは社長）
声 - 佐藤正治
『幽霊一家』、『あう時はいつも死人』（アニメ版第1、2話）に登場。
水木の働いている血液銀行の頭取（アニメ版では会社の社長）。
系列会社の営業する病院の患者が幽霊のようになってしまったことが公に知れることを恐れ、水木に調査を依頼するが失敗。
その後、偶然拾った鬼太郎の魂を手に入れたことがキッカケで鬼太郎と知り合い、原因となったと考えられる鬼太郎親子を再会させ、警察に突き出そうとした。
アニメでは、彼が夜叉とドラキュラ四世に狙われる。
鬼太郎父子の罠で、車ごと崖から転落死する。最初は何が起きたか理解していなかったが、地獄の入口で生きながら流されてしまっていた水木に再会して自分が死んだことを理解し、彼に「もしも現世に還れる事が出来れば、我が社をよろしく」と、会社を託して地獄へ行く。
金野梨太（かねの なした）
『下宿屋』、『あう時はいつも死人』に登場（アニメ版未登場）。
無名の漫画家。夜叉の経営する下宿屋に入居したため夜叉と魔人ドラキュラの四代目に血を狙われることとなったが、両者が相討ちになって運良く助かる。その後しばらく、目玉親父の頼みで鬼太郎の魂を捜す手伝いをしていたが、ねずみ男と喧嘩して今後の身の振り方を考えるために東京へ去った。
ガロ版『鬼太郎夜話』では未登場（妖怪達は鬼太郎の魂を巡って争った）。
少年マガジン版の改作『おどろおどろ対吸血鬼』では妖怪達が相討ちになった後、カラスが魂を見つけて元に戻った鬼太郎の忠告で、漫画家のアシスタントとなるため下宿屋を去って東京へ向かった。
アニメ版では彼の登場するシーンは、全部水木の会社の社長に変更されている。
水木の母
声 - 真山亜子
『地獄の片道切符』（アニメ版第1話）に登場。
息子の説得により鬼太郎を育てることになるが、不審な行動をとる鬼太郎を不気味に思っていた。
息子が地獄に流された後、息子の行方不明に鬼太郎が関わっていると悟り、占い師の助言によって鬼太郎を物の怪だと思い込み、地獄の入口から突き落とした（ちなみに鬼太郎父子の方も、彼女があまりにも執拗な詮索を繰り返しそうだった態度を感じており、地獄に落としてやろうと目論んでいた）。本人は成功したと思い込んでいるが、彼女は既に狂人になってしまっていた。以後の消息は不明。
有馬汎（ありま ぼん）
声 - 堀秀行
『下宿屋』（アニメ版第2話）に登場。
明治44年（1911年）から夜叉を50年も研究してきた理学博士。昭和36年（1961年）で70歳と回顧している。
20年の研究を経て、40歳を過ぎた昭和6年（1931年）に夜叉のことを発表したために学会から追放された。それから30年間たずね歩き、やっとの思いで山奥にある夜叉の墓に辿り着いて寿命の尽きかけた身で素手で掘り起こしにかかるが、表層に魔除けとして埋められていた鰯の臭いで集まったねずみ達に生きながらにかじられていく。指の骨が完全に露出するほどかじられながらも、執念で夜叉を掘り起こして直後に死亡してしまう。死体から流れた血は雨と共に夜叉に吸い込まれ、復活の源となった。
少年マガジン版の改作『おどろおどろ対吸血鬼』では鬼太郎が魂を抜かれた現場に残された名刺のみ登場。
作中で名前は「汎」と書いて「ボン」と読まれているが「汎」は普通「ボン」とは読まない。
幽霊的症状の患者
声 - 不明
『幽霊一家』（アニメ版第1話）に登場。
鬼太郎の母から輸血された（アニメでは苦痛を取り除く為に霊力を注入された）患者。
心臓は止まり体温や脈もなく、食事を摂らないにもかかわらず生者同様に動いたり話したりできる（現代で言うところのゾンビの様な状態）。
原作では水木との面会後どうなったか不明だが、アニメでは鬼太郎の母が死ぬと同時に肉体ごと消滅した。
占い師
声 - 鈴木れい子
『地獄の片道切符』（アニメ版第1話）に登場。
息子が行方不明になった水木の母に相談を受けた年配の占い師。
「災いは近くから齎されており、元凶を取り除くためには地獄の入口から突き落とすのじゃ」と助言した。
地獄の改札員（アニメ版では番人）
声 - 藤本たかひろ
『幽霊一家・墓場鬼太郎』（アニメ版第1話）に登場。
普段は棺桶に入っているボロボロの体（アニメでは青白い餓鬼の様な姿）の男。
地獄の入口に来た死者の切符を確認するのが彼の役目。
夜叉
声 - 堀秀行
『下宿屋』、『あう時はいつも死人』（アニメ版第2話）に登場。
千年前に、はるばる中国からやってきた東洋の吸血鬼。長い毛髪の塊の様な姿。
来日した後は墓に埋められていたが、有馬博士によって掘り起され、ねずみにかじられて流血した博士の血を得たため復活する（アニメでは自ら博士に襲いかかり血を吸い取ってしまう）。
鬼太郎の魂を抜き取って召使いにして、妖しいバイオリンを弾かせて獲物を運ばせたり、下宿屋を経営したりして多くの人間の血を吸っていた。鬼太郎の魂を奪回しようとした目玉親父もあっさりと捕まえ、鬼太郎の魂をシャボン玉に入れて捨ててしまう。その後、下宿屋に入ってきた金野を襲おうとしたところ、偶然下宿していた西洋の吸血鬼ドラキュラと戦う羽目になる。
ガロ版『鬼太郎夜話』では牛鬼、少年マガジン版の改作『おどろおどろ対吸血鬼』ではおどろおどろに置き換えられている。
『ゲゲゲの鬼太郎』に登場する夜叉についてはゲゲゲの鬼太郎の登場キャラクター#外国妖怪を参照。
魔人ドラキュラの四代目
声 - 大友龍三郎
『下宿屋』、『あう時はいつも死人』（アニメ版第2話）に登場。
300年前にヨーロッパを恐怖のどん底に叩き込んだドラキュラ一族の四代目。
ねずみ男を部下にして人間の血を狙っていた。ねずみ男が拾ってきた目玉の親父を天ぷらにして丸飲みにしてしまう。
活動の拠点を探して、知らずに夜叉の経営する下宿屋に入る。夜叉に操られる鬼太郎に呼びかけるため鼻や耳から出てくる目玉親父に翻弄され、挙句ねずみ男に目玉親父と間違えて鼻をちぎられ、街に出られなくなる。そこで同じく下宿していた金野（アニメでは社長）の血を狙ったが、同じく金野を狙っていた夜叉と戦う羽目になる。東西の吸血鬼同士の戦いは両者共倒れに終わり、ねずみ男によって埋葬されたその場所から植物の芽（＝吸血木の芽）が生えた。
ガロ版『鬼太郎夜話』では牛鬼、少年マガジン版の改作『おどろおどろ対吸血鬼』ではおどろおどろと戦い、やはり両者共倒れに終わる。ガロ版でもねずみ男によって埋葬されたその場所から植物の芽（＝吸血木の芽）が生えたが、『おどろおどろ対吸血鬼』では正気に返った鬼太郎に埋葬されて終わった。
アニメ版では「ドラキュラ四世」と名乗っているが、アニメ第5作に登場する同族との関連は不明。鼻をちぎられる場面は無い。

#### 『怪奇一番勝負』（アニメ版8話）登場分
案内人
声 - 茶風林
両腕の他に腰と背中から計3本の腕が生え、頭の代わりに2本の脚が生えた奇妙な男。
夢じらせの中に現われ、金田と村田を出口まで案内し、鬼太郎の言うことを聞くように2人に約束させた。
月刊『ガロ』掲載『鬼太郎夜話』にも登場した。
1980年代の『最新版ゲゲゲの鬼太郎』では、同様の姿の妖怪が霊界テレビのニュースレポーターとして登場。アニメ第4作エンディングテーマの映像でも、鬼太郎ファミリーや他の妖怪たちと共に夜の街を百鬼夜行的に行進している姿が描かれている。
村田
声 - 宮本充
売れない漫画家。家賃が払えなくなって追い出された際、家主の紹介で金田の助手となる。
金田とは相反して幽霊や鬼太郎を恐れていたが、金田の言いなりになっていたために彼もまた夢じらせにかかってしまう。
その後、金田夫妻の遺体を発見し、金田夫妻同様幽霊に殺されてしまう（アニメではそれを匂わせる程度の演出で終わっている）。
ガロ版『鬼太郎夜話』の終盤では、村田の役割は貸本で彼に忠告していたねずみ男に置き換わっている。但しねずみ男は「鬼太郎親子が旅に出ている間、家を留守番し掃除しておく」程度の罰で済まされた。
金田（アニメ版では金丸）
声 - 柴田秀勝
留守の間に自分の家に住み着いた鬼太郎を追い出そうとするが、夢じらせによって苦しめられる。
鬼太郎に従うよう案内人と約束するが、その後も鬼太郎を追い出そうとしたために、アメリカから来た妻のメアリー（声 - 進藤尚美）と共に殺されてしまう。
この話はガロ版『鬼太郎夜話』の終盤として改作されており、そこでは金田の役割はロンドンの人狼に置き換わっている。メアリーに該当する人物は登場しない。

#### 『霧の中のジョニー』（アニメ版9話）登場分
ジョニー
声 - 江原正士
西欧の吸血鬼。一ヶ月前、フランスから日本にやってきた。
ねずみ男を秘書として雇い総理を狙う。その過程で鬼太郎の話を聞き、まずは鬼太郎の始末を目論んだ。ギターの音色で相手を魅了させたり吸血コウモリの群れを操ったりでき、この力で鬼太郎を魅了し油断した隙にその体を注射液で溶かしてしまう。しかし、その後目玉の親父と鬼太郎の髑髏に邪魔されて総理を襲い損ね、これをねずみ男の仕業と考え彼を別荘崖下の砂地獄に落とす。続けて鬼太郎の髑髏と肉体の入った壺も砂地獄に落とそうとしたが、眼窩から飛び出した目玉の反撃を受けて自らも転落してしまう。
最後は目玉に救出されたねずみ男を追って砂地獄から脱出、彼らを館の中に追い詰めるが、壁を破って脱出され館ごと焼かれた（アニメでは砂地獄からの脱出を試みた際、燃える館が落下してきてこれの巻き添えになった）。
目玉の親父は終戦の際に来日したと推測しているが、ジョニー本人は150年前（時期的に1810年頃）から日本に別荘を建てていた。
『ゲゲゲの鬼太郎』では「吸血鬼エリート」や「チャランポラン」という名前で登場。そちらの詳細はゲゲゲの鬼太郎の登場キャラクター#外国妖怪を参照。
池田勇人（アニメ版では池垣勇人）
声 - 西村知道
日本の総理大臣でありその名の通り『霧の中のジョニー』が発表された当時の総理大臣だった池田勇人をモデルにしたキャラクターである。
ジョニーに狙われたため鬼太郎を雇う。鬼太郎がジョニーを倒したら勲章と日本国籍を授与するつもりだったが、鬼太郎親子は「そんな物ない方が自由でいい」と受け取らなかった。
ハエ
目玉親父がねずみ男によって（鬼太郎が溶かされたと聞いて気絶したのを、心臓麻痺で死んだと勘違いされて）ジョニー宅の便所に落とされた際、手懐けたウジが羽化したもの。目玉を吊って便所を脱出（この構図からするとハエとしては極度に大きいが）し、砂地獄に落ちたジョニーから脱出用の縄梯子のことを聞き伝えるなど、目玉をサポートした。
アニメでは目玉が落とされた時点から成虫だった。マガジン版の改作「吸血鬼エリート」では、以前鬼太郎に助けられたコガネムシ（糞虫）がエリートを追跡する目玉と出会い同行する形に置き換わっている。

### 三洋社版登場のキャラクター
森脇真茶光（アニメ版のクレジットは協森社長）
声 - 川津泰彦
『水神様が町へやってきた』（アニメ版第6話）に登場。
顔の広い金貸しの社長。
人間だけでなく妖怪にも金を貸していて、金に困った鬼太郎を雇い妖怪達（物の怪、水神）から金を取り立てるよう命じる。だが結局鬼太郎は両方の取立てに失敗し解雇された。この取立てが元で水神が暴れ出したが、森脇にどの程度被害が及んだかは不明。
戦後「金融王」として悪評の高かった森脇将光をモデルにしたキャラクターである。
水神（みずがみ）
声 - 川津泰彦
『水神様が町へやってきた』、『顔の中の敵』（アニメ版第6〜7話）に登場。
透明な細胞を持った妖怪で、太古の昔から水や川などに化け、人を食べて生きていた。
先の大ナマズ（=大地震）を境に深い眠りについていたが、借金取りにやってきた鬼太郎に無理やり目覚めさせられたため激怒し、街の人々を襲いつつ鬼太郎に復讐をしようとする。しかし最後は鬼太郎に協力した人狼によって石油を撒かれた挙句、マッチで体を燃やされ死亡した。
月刊ガロ掲載『鬼太郎夜話』では読みは「すいじん」。ドライアイスで凍らされた上にコンクリートで密封される最期を迎えた。
『ゲゲゲの鬼太郎』ではこの水神と似た妖怪として、アニメ第2作第22話『地獄の水』のヒマラヤの水神、週刊実話版の『ムーン大王』、1980年代『最新版』の『妖怪水ころがし』が登場している。そちらはゲゲゲの鬼太郎の登場キャラクターを参照。
深大寺に集まった妖怪達
『地獄の散歩道』に登場（アニメ版未登場）。
深大寺のすき焼きパーティーに参加した妖怪達。何名か名は列挙されているものの、塗壁と袖引小僧を除いては姿と名を明確に結びつけた描写はない。一部は後年の作品である『墓場の鬼太郎』『ゲゲゲの鬼太郎』でも登場した。
- 塗壁（ぬりかべ）
大酒飲みで目をサーチライトの様に光らす。後年、鬼太郎の仲間としてメインキャラクターに昇格した。
- 袖引小僧（そでひきこぞう）
パーティーの途中でうわばみ酒を持って現れた。月刊ガロ掲載『鬼太郎夜話』では「酒小僧（さけこぞう）」に改称。
- 児啼爺（こなきじじい） →後年、鬼太郎の仲間としてメインキャラクターに昇格。
- 砂かけ婆（すなかけばばあ） →後年、鬼太郎の保護者としてメインキャラクターに昇格。
- 畳叩き（たたみたたき）
- 槌転び（つちころび） →後年、鬼太郎の敵として登場。
- 見上入道（みあげにゅうどう） →後年、鬼太郎の敵として登場。
- 火取魔（ひどりま）→後年、ゲゲゲの鬼太郎 第5作で鬼太郎の敵として登場。
- 天火（てんぴ） →後年、ゲゲゲの鬼太郎 第3作で鬼太郎の仲間として登場。
- 釣瓶落（つるべおとし） →後年、鬼太郎の仲間として登場。
- 木心坊（きしんぼう）

大空ひばり（アニメ版では大空つばめ）
声 - 斉藤貴美子
『水神様が町へやってきた』（アニメ版第6話）に登場。
超有名なスター歌手。モデルは美空ひばり。数多くのファンがいて、寝子もその１人である。
プールで水神に襲われ、最期は溶かされてしまう（着ていた水着だけ残される）。
1985～87年に森野達弥の作画で連載された『最新版ゲゲゲの鬼太郎』では、これのリメイク的な場面でアイドルの谷水麻里（モデルは水谷麻里）が妖怪水ころがしの犠牲になる。奇しくも水谷は、元ネタの大空ひばりを『ストップ!!ひばりくん!』で引用した江口寿史と交際しており、後に結婚することになる。

### 佐藤プロ版登場のキャラクター

#### 『おかしな奴』（アニメ版未制作）登場分
仙人
肉体と魂を分離し、肉体を古墳に眠らせて置く事で不老不死となる仙術を体得した。目玉親父は肉体の服装などから400～500年前の人間と見立てている。魂は物質を自在に通り抜け、死体に入って操る事もできるが生体には出入りできず、また蜜には粘り付かれる（そのためホットケーキの蜜にくっついた所をねずみ男に食われ、排泄されるまで出られなかった）。古墳近くの館に住む青年・昌一が親に先立たれたのに目を付け、彼を殺して遺体に入って裕福な生活をしようと企む。まず魂だけで館に侵入して様子を窺い、昌一の急死した恋人・啓子の遺体を操って近付くが、画家に変装した鬼太郎によって「たましい金縛りの法」で霊紙に封じられ、サカキの炎で焼き殺された。
この物語は少年マガジン版において『陰摩羅鬼』に改作、また肉体と魂の分離を不老不死の術とする構想は『猫仙人』に転用されている。
昌一（まさいち）
会社重役だった父が亡くなり、遺産を相続した青年。府中の別荘に居を構えたが、そこに現れた「おかしな奴」（仙人の魂）に悩まされる。警察や明智小五郎等の私立探偵にも取り合って貰えず、藁をも掴む思いで鬼太郎に相談する。
啓子（けいこ）
昌一の恋人。昌一を訪ねて来たが捜索中のねずみ男を嫌い「あの人を追い出さないと絶交します」と昌一に強要する。言われた通りねずみ男達を帰すとその晩に昌一の首を絞めようとするなど不審な行動をとり、昌一が啓子の家に電話すると彼女は急性肺炎で亡くなり遺体が歩き去ったと言う。翌朝昌一を毒殺しようとするが、画家に変装した鬼太郎の術により遺体を操っていた仙人の魂を除かれる。遺体は家に送り返され、無事弔われた模様。

#### 『ボクは新入生』（アニメ版第10話）登場分
水木しげる
声 - 島田敏
漫画家で、その名の通りこの作品の作者水木しげる本人（をモデルにしたキャラクター）である。
自分が漫画に描いていた鬼太郎とねずみ男を喫茶店で発見して驚き、ネタになるだろうと自宅に招く。
その数日後に鬼太郎達と水木一家はブリガドーン現象の中に取り残されてしまう。脱出できずに妖怪社会に順応して暮らそうと思った矢先、鬼太郎親子によってブリガドーンは解かれ、街は元通りどころかブリガドーンも鬼太郎達も元々現れていなかった様子だった。水木は鬼太郎と会った日に異次元の扉を開いたのではないかと考えた。
上記の水木とは同姓だが無関係である（ただし小学館の「鬼太郎大百科」では、「鬼太郎の誕生」を作者の水木しげるが語るくだりで、鬼太郎を育てた水木とも関係があるかのような示唆記述もなされている）。
マガジン版『朧車』やそのアニメ第1作と第3作（劇場版）にも同じ役割で登場するが、第4作では独身に設定をアレンジした木水（きみず、声 - 田中秀幸）という人物が登場している。
高僧チンポ（アニメ版ではトムポ）
声 - 京極夏彦（特別出演）
チベットに暮らす千里眼を持った三つ目のラマ僧。ブリガドーン現象の内部を透視して原因を確認したが、そこから出た結論は「現在の霊科学では解消も抑止も不可能」という事だった。
後に原作やアニメ版の「ゲゲゲの鬼太郎」シリーズに同名かつ名前を特徴とした身体能力を持つ南方妖怪が登場する（アニメ版では第5作以降名前や表現がぼかされる）が、このラマ僧との関連などは不明。
カロリーヌ
声 - 江原詩織
ガモツ博士の娘。
大卒の男性でないと結婚しないと決めている。だらしない男が好み。
鬼太郎とねずみ男を虜にしたが、目玉おやじからは吸血鬼ではないかと疑われていた。
貸本版やアニメ版『墓場』では比較的鬼太郎に好意的だが、マガジン版『朧車』やそのアニメ第1作版では父同様に腹黒い。アニメ第3作の劇場版『ゲゲゲの鬼太郎 激突!!異次元妖怪の大反乱』では金髪に青い瞳の純真な美少女として描かれ、ねずみ男との悲恋を展開した。
ガモツ博士
声 - 銀河万丈
先祖代々ブリガドーン現象の研究をしてきたフランスの学者。この現象を人工的に起こす「妖気放出装置」を発明し、調布市を妖怪の世界と化して占領した。現象内と外界を隔てる闇は潜ろうとしても入った側へ戻ってしまい、装置を止めない限り外から入ることも中から出ることも不可能。装置のことを知った鬼太郎を止めるために目玉おやじを呑み込んだ（アニメでは更に鬼太郎を装置の燃料にしようとした）が、逆に脳を操られブリガドーンを解かされた。
少年マガジン版における改作『朧車』では、彼の役割は妖怪ぐわごぜに、妖気放出装置は朧車に置き換えられている（その際変更を忘れたのか、ぐわごぜ父子も妖怪なのに娘に妖怪との恋愛を反対する変な描写がある）。またブリガドーン現象は「怪気象」に改称（ブリガドーン現象の呼称は『妖怪大戦争』に登場。そちらも現象内に妖怪が現れるが、内外の出入りは可能）。
アドバラナ
声 - 高戸靖弘
ガモツ博士と共に来日した、仮面を付けた様な顔の南方妖怪。
おばけ大学に入学して番長格を務める。ねずみ男の密告でおばけの国建設に反対する鬼太郎が入学すると知り、彼を殴り倒しシラミ風呂に入れようとした。
「地獄の散歩道」でもすき焼きパーティーの入口で姿を見せており、雑誌連載移行後も時々登場している（「おばけナイター」の内野手、「朧車」のおばけの国の国会議長、「吹消婆」のレフェリーなど）。ただし、『スポーツ狂時代』の「野球狂の巻」では「なまはげ」と呼ばれている。また、週刊少年マガジンに掲載されたおばけナイターの特集ページでは名前が「ウーラ」になっている（山川惣治の『少年王者』にアドバラナと酷似した魔神ウーラというキャラクターが登場している）。作者の妖怪図鑑ではアトバラナと表記される。

#### 『怪奇オリンピック―アホな男―』（アニメ版11話）登場分
水木さがる
声 - 小杉十郎太
売れない漫画家。
鬼太郎が始めたあの世保険に加入したときもらった怪奇オリンピックの招待券（実際は閻魔大王が持って来たものを転売されただけ）によってあの世に落とされる。家族全員の容姿が上記の水木しげるの家族とよく似ているが無関係である（ただし、後年の水木しげるの自伝的ノンフィクション作品「コミック昭和史」では、原作者水木しげるの有名になってからの憂さ晴らし空想・心象風景として、本作の鬼太郎の役割を死神の様な妖怪が務めたうえでアレンジされたストーリーが描かれている）。
ニセ水木（アニメ版では地底の水木）
声 - 大場真人
水木さがるにそっくりな幽霊。『アホな男』では人間等の一般の生物は霊が2つで1組の「複霊生物」であり、一方があの世に行くと他方がこの世に生を受けて入れ替わりを繰り返す設定である（妖怪は「単霊生物」でこの入れ替わりが無いため不死、あの世とこの世も自由に往来できる）。彼と水木さがるの霊はこの対をなす。
水木があの世に落ちたのと同時にこの世にやってきて、水木の肉体に憑りつきすべてを奪う。しかしこの世にいた時の水木のことについて知らなかったため、この世の厳しさを味わうことになった。
落葉
声 - 矢田耕司
ヤクザの親分である大金持ちの老人。
不治の病を患い死にかけていたが、ねずみ男の血を輸血したことによって若返る。ねずみ男の血液を狙ったため彼の体臭によって気絶させられ血液を抜き返されてしまう。その途端に本来の年齢まで老化して死亡した。
アニメでは若返りの原因は輸血ではなく、ねずみ男が自分の髭を入れて作った毛生え薬を飲んだためで、ねずみ男の髭を狙うが逆に彼の屁によって気絶させられ自分に生えてきたネズミ髭を切り取られると老衰死した。その後あの世で、水木さがるや院長と共に怪奇オリンピックを見物した。
院長
声 - 立木文彦
落葉が入院していた病院の院長。
落葉が若返った事から、不老不死の薬を研究するためにその手掛かりとなるねずみ男を捜していたが、水木さがると同様、鬼太郎が始めたあの世保険に加入した時にもらった怪奇オリンピックの招待券によってあの世に落とされる。水木さがると違って院長と入れ替わった霊に関する直接の描写は無い。

### 東考社版登場のキャラクター
この項のキャラクターはすべて『ないしょの話』（アニメ版未制作）に登場。
鯨神
ニューギニアのラド湖に生息している大海獣（鯨神）。
その正体は鯨の祖先であるゼウグロドンの生き残り。ただし、出現時には黒雲が吹いたり、哄笑したり、ねずみ男が鋭い妖気を感じたりと、妖怪化していた。
『ゲゲゲの鬼太郎』では「大海獣」として登場（ゲゲゲの鬼太郎の登場キャラクター#その他を参照）。
山田一郎（やまだ　いちろう）
青森の大学で働く天才少年。
大海獣の研究の為探検隊の一員として参加するが、彼のライバルである村岡花夫によって鯨神の血液を注射され鯨神にされてしまう。しかし旅の中で交流を深めたねずみ男に鬼太郎を紹介され、その診断によって血液を入れ替えれば元に戻るとわかり、両親の願いと期を同じくして元の姿で帰還した。その後はねずみ男から鯨神の血液を受け取り、研究に勤しんでいる。
山田一郎の父
一郎が鯨神調査に出発した後、彼が保護した目玉親父が3つの願いを叶えると吾作から聞き、一郎が研究費に欲しがっていた30万円を第1の願いとする。その直後に大学から調査隊が全員行方不明で賠償金を30万円支払うとの知らせが来た。その後、妻の頼みで一郎が帰ることを第2の願いとするが、帰ってきた一郎は鯨神になっていた。最後に一郎が元通りの姿で帰ることを願い、結果として願いは3つとも叶えられた。
山田一郎の母
鯨神調査隊に参加した一郎が行方不明と知らされて一時精神に失調をきたし、息子が帰る願いを目玉にかける様に夫に懇願する。
「血の温泉」の係
恐山の地下に住む河童。溶けてしまった鬼太郎の治療を請け負う。
少年マガジン版では『吸血鬼エリート』にて「生命接着係」の名で登場（『霧の中のジョニー』ではジョニーに溶かされた鬼太郎を恐山に運ぼうとする場面で終わっていて、マガジン版では恐山の場面のみ『ないしょの話』を元にしている）。
映像化作品においては、アニメ第1作版は原作同様に河童だが、月曜ドラマランド版では2人組の鬼のような妖怪、アニメ第5作版では妖怪医オソレが、吸血鬼エリートに分解されて恐山に運ばれた鬼太郎の治療を請け負っている。
吾作（ごさく）
行き倒れたねずみ男を助けたマッサージ師の老人。ねずみ男から「3つの願いを叶える目玉を探している」と聞かされる（目玉親父とは鬼太郎を恐山に連れて行く途中ではぐれた。実際は目玉には願いを叶える能力はない）。逆に吾作から鯨神発見の話を聞いたねずみ男は調査隊に紛れ込む。
露天商の老人
ボロ市で人魂の干物をネコイラズの代用として売っていた。それを買ったねずみ男がスルメの様にあぶっていたのを横取りして食べた鬼太郎は体が溶けてしまい、恐山に入院する破目になる。
村岡花夫（むらおか はなお）
山田一郎と同じく青森の大学で働く天才少年。学問を名誉を得る手段としか考えず、山田の才能をねたんでいる。山田を亡き者にしようと鯨神の暴れた現場に置き去りにしたり鯨神の血液を注射したりし、鯨神の血液を持ち帰った功績を独占しようとした。だが調査隊に紛れ込んでいたねずみ男を「脳膜炎」などと侮蔑していたため、彼によって血液を赤インクとすり替えられてしまう。そのまま大手を振って帰国し物笑いの種となり、社会的面目も信用も完全に失ってしまった。